# 危險行為
《危險行為》（英語：No Good Deed）是一部2014年美國心理驚悚片，由山姆·米勒執導，艾米·拉戈斯編劇。電影主演有伊德瑞斯·艾尔巴、塔拉吉·P·漢森、蕾絲莉·畢柏、凱特·戴卡斯提洛和亨利·西蒙斯。該片於2014年9月12日上映。
儘管负評如潮，但這部電影還是取得了票房成功，並獲得兩項形象獎提名，其中一項因塔拉吉·P·漢森得表演而獲獎。